# Науково-дослідний інститут епідеміології та мікробіології ім. М. Ф. Гамалії
Національний дослідницький центр епідеміології та мікробіології імені М. Ф. Гамалії (ФДБУ «НДЦЕМ ім. М. Ф. Гамалії» МОЗ Росії) — російська науково-дослідна установа в галузі епідеміології та мікробіології. Названо на честь почесного академіка Миколи Федоровича Гамалії.

## Історія
Заснований в 1891 році як Приватний хіміко-мікроскопічний та бактеріологічний кабінет Ф. М. Блюменталя . Пізніше перетворений в Приватний хіміко-бактеріологічний інститут доктора Ф. М. Блюменталя. У 1919 році націоналізований, перетворений в Державний (пізніше — Центральний) бактеріологічний інститут Наркомату охорони здоров'я РРФСР.
У 1931 році перетворено в Центральний Інститут епідеміології та мікробіології (ЦІЕМ) Наркомату охорони здоров'я РРФСР шляхом об'єднання з Центральним бактеріологічним інститутом Мікробіологічного інституту, а також епідеміологічним і дезінфекційним відділеннями Санітарно-гігієнічного інституту. У 1937 році переданий в систему Наркомату охорони здоров'я СРСР. З початком Великої Вітчизняної війни організовані філії в Алма-Аті і Свердловську, велика група фахівців спрямована на роботу в Казань.
У 1944 році перетворено в Інститут бактеріології, епідеміології і інфекційних хвороб Академії медичних наук СРСР.
У 1945 році перетворено в Інститут епідеміології, мікробіології та інфекційних хвороб АМН СРСР. Новий інститут створений приєднанням лабораторій Всесоюзного інституту експериментальної медицини (ВІЕМ) і клінічного відділення лікарні ім. С. П. Боткіна .
У 1948 році перетворено в Науково-дослідний інститут епідеміології та мікробіології АМН СРСР. Створено об'єднання з ЦІЕМ МОЗ СРСР.
У 1949 році присвоєно ім'я М. Ф. Гамалії . У 1966 році нагороджений орденом Трудового Червоного Прапора .
У 2014 році перетворено в Федеральний науково-дослідний центр епідеміології та мікробіології імені почесного академіка М. Ф. Гамалії шляхом приєднання Науково-дослідного інституту вірусології імені Д. І. Іванівського .
У 2017 році перейменований в Національний дослідницький центр епідеміології та мікробіології імені почесного академіка М. Ф. Гамалії .

## Сфера діяльності
Основним напрямком діяльності є вирішення фундаментальних проблем в області епідеміології, медичної та молекулярної мікробіології, інфекційної імунології. У цих дослідженнях особливе місце займають загальні і приватні закономірності поширення та епідемічного прояву інфекційних захворювань; структура і динаміка інфекційної патології населення; виникнення, функціонування та епідемічне прояв природних вогнищ хвороб людини; генетика, молекулярна біологія, екологія та персистенція патогенних мікроорганізмів; проблеми загальної та інфекційної імунології, включаючи іммунорегуляції і іммунокоррекцію, шляхи і засоби діагностики і профілактики інфекційних хвороб.
Інститут є базовою організацією Російської Федерації в рамках проблем Наукової ради МОЗ Росії по мікробіології, координує наукову діяльність інститутів і установ відповідного профілю і здійснює програми наукових досліджень з епідеміології інфекційних захворювань і внутрішньолікарняних інфекцій, пріродноочагових хвороб людини, медичної мікробіології, генетиці і молекулярній біології бактерій, теоретичної та прикладної інфекційної імунології. На базі інституту функціонують 9 центрів МОЗ Росії (по рикетсіозів, лептоспірозу, бруцельозу, туляремії, легіонельозу, мікоплазмоз, хламідіоз, клостридіоз, бореліоз), більшість яких є єдиними в Росії спеціалізованими медичними лабораторіями відповідного профілю . На базі інституту створена і функціонує кафедра інфектології Сеченовського університету .

## Відомі співробітники[8]
- Абелем Гаррі Ізраїлевич
- Альтштейн Анатолій Давидович
- Ананьїна Юлія Василівна
- Анджапаридзе Отар Георгійович
- Асратян Арпіком Ашотовна
- Бароян Оганес Вагаршакович
- Бужієвська Тамара Іванівна
- Гінцбург Олександр Леонідович
- Громашевський Лев Васильович
- Гусєва (Мурашкевич) Наталія Євгенівна[9]
- Дроздо Сергій Григорович
- Ермольева Зінаїда Віссаріонівна
- Єршов Фелікс Іванович
- Жданов Віктор Михайлович
- Здродовский Павло Феліксович
- Зільбер Лев Олександрович
- Каверін Микола Веніамінович
- Коренберг Едуард Ісаєвич
- Львів Дмитро Костянтинович
- Оловников Олексій Матвійович
- Павловський Євген Никанорович
- Скавронская Аделіна-Вікторія Генріхівна
- Смородинцев Анатолій Олександрович
- Соловйов Валентин Дмитрович
- Тімаков Володимир Дмитрович
- Троїцький Віктор Леонтійович
- Фріденштейн Олександр Якович
- Чумаков Михайло Петрович

## Лікарські засоби, створені на основі досліджень НДЦЕМ
- Віферон
- Кагоцел
- Меглюміна акридонацетат
- Пірогенал
- Цитофлавін
- Гам-КОВИД-Вак (Спутник V)